# Koyamacalia pseudotaimingasa
Koyamacalia pseudotaimingasa là một loài thực vật có hoa trong họ Cúc. Loài này được (Nakai) H.Rob. & Brettell mô tả khoa học đầu tiên năm 1973.